# Ulrika Maria Wachtmeister
Ulrika Maria Wachtmeister af Mälsåker, född 20 augusti 1693, död 28 februari 1713, var en svensk hovfröken.

## Biografi
Ulrika Maria Wachtmeister af Mälsåker föddes 1693. Hon var dotter till presidenten greve Axel Wachtmeister af Mälsåker i Krigskollegium och friherrinnan Anna Maria Soop af Limingo. Wachtmeister var hovfröken hos prinsessan Ulrika Eleonora. Hon avled 1713 och begravdes 4 mars samma år i Riddarholmskyrkan.